# Урез (село)
Урез (рос. Урез) — село у Венгеровському районі Новосибірської області Російської Федерації.
Входить до складу муніципального утворення Урезька сільрада. Населення становить 287 осіб (2010).

## Історія
Згідно із законом від 2 червня 2004 року органом місцевого самоврядування є Урезька сільрада.

## Населення
| 2002 | 2007 | 2010 |
| ---- | ---- | ---- |
| 375  | ↘326 | ↘287 |